# العربي جروب
العربي جروب للتجارة والصناعة أو مجموعة العربي هي شركة مساهمة مصرية عائلية، تأسست عام 1964م، وتعمل في مجال تصنيع وتسويق الأجهزة المنزلية والإلكترونية على مستوى مصر أو الدول المجاورة، بدأت في مزاولة نشاطها بمتجر صغير بحي الموسكي وهو الحي التجاري القديم بالقاهرة في ذلك الوقت، وأصبحت الآن أحد المؤسسات المعروفة في مجال التجارة والصناعة برأسمال يقارب المليار ونصف المليار جنية.

## التاريخ
تأسست شركة العربي عام 1964 على يد ثلاثة أشقاء هم محمد العربي ومحمود العربي وعبد المجيد العربي بدأت في مزاولة نشاطها بمتجر صغير بحي الموسكي وهو الحي التجاري القديم بالقاهرة في ذلك الوقت وقد ساهم كل فرد منهم بما يمتلكه من قدرات وخبرات في تطور أعمال الشركة، وعملوا معا في تكامل فريد ساعد على نجاح تلك الشركة الصغيرة.
قام محمد إبراهيم العربي بغرس روح الولاء والانتماء لدى العاملين وحمل على عاتقه مهمة المتابعة اليومية ومراقبة كفاءة سير العمل بينما تولى محمود إبراهيم العربي مسؤولية التخطيط ووضع الاهداف الخاصة بتطوير وتنمية العمل وأكتمل هذا الاداء المتميز بجهود عبد الجيد العربي الذي تولى مسؤولية وضع نظم العمل واللوائح الإدارية والتنظمية الأخرى وأخذت أعمال الشركة في النمو والتوسع بفضل جهود مؤسيسيها وتفانيهم في العمل حتى تحولت إلى أحد أكبر الشركات المصرية وقد قوبل هذا النجاح بالإشادة والتقدير ليس فقط على المستوى المحلي بل والدولي أيضا حيث تلقت المجموعة تقديرا رفيعا من دولة اليابان تمثل في تقليد إمبراطور اليابان وسام «الشمس المشرقة» في عام 2009 محمود العربي تقديرا للدور البارز الذي ساهم به من خلال ترأسه لمجموعة العربي في تطوير العلاقات التجارية بين مصر واليابان على مدار أربعة عقود.

## عملاء العربي حول العالم
بفضل التفوق التكنولوجي لمنتجات مجموعة العربي والالتزام الصارم بمعايير الجودة العالمية تجد منتجات العربي طريقها إلى الاسواق الخارجية في أكثر من 22 دولة من خلال اتفاقيتي التجارة العربية واتفاقية الكوميسا وهما اتفاقيتان هامتان تمنحان مزايا وتسهيلات تجارية للشركات المصرية للتصدير إلى الاسواق العربية والأفريقية وخلال عام 2010 بلغت قيمة مبيعات التصدير حوالي 28 مليون دولار أمريكي. وبهدف تنمية صادراتها واستمرار تدفق منتجاتها إلى الاسواق الخارجية اعتمدت المجموعة عددا من الشركات التي تمتلك الخبرة في مجال تسويق الاجهزة المنزلية للعمل كموزعين معتمدين لها وهناك خطة لزيادة شبكة الموزعين المعتمدين بالخارج بالتوسع في معظم الدول العربية والأفريقية الآخرى. العراق - سوريا - ليبيا - لبنان - ارمينيا -عمان -الأردن - قطر -أذربيجان -جورجيا -اليمن -السودان -المغرب - السعودية - موريتانيا -غينيا - كينيا -اوغندا –الجزائر -اثيوبيا - جيبوتى

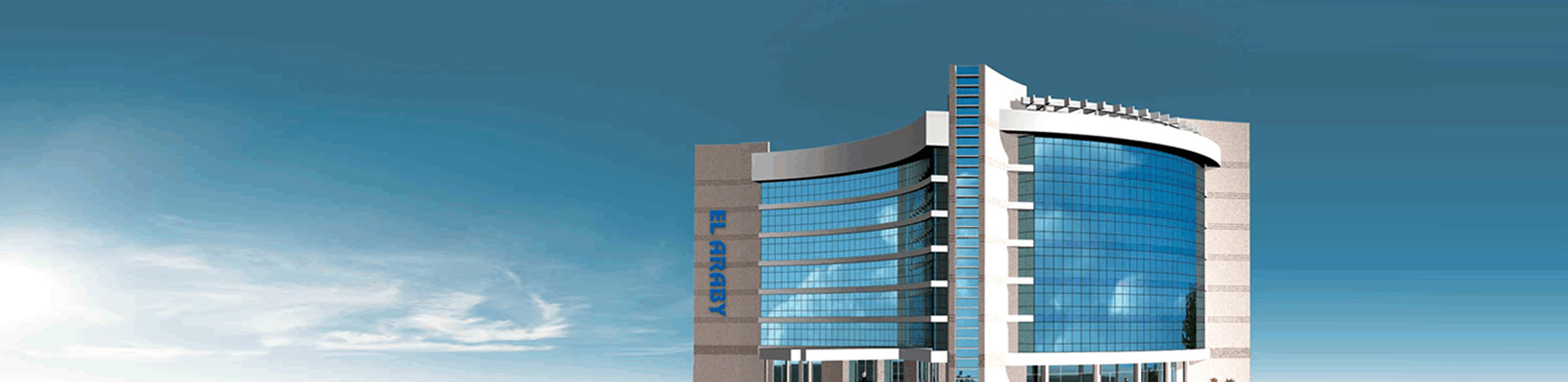
شركة العربى جروب

## شركاء العربي
على مدى أكثر من 47 عاما استطاعت مجموعة العربي تكوين علاقات تجارية مثمرة تتسم بالاستقرار والاستمرارية مع مجموعة من أكبر الشركات العالمية ونجحت في استثمار تلك الثقة المتبادلة في تطوير اعمالها والتوسع في التعاون الفني والصناعي وتقديم منتجات جديدة، بما يتطلبه ذلك من عمليات نقل لأحدث تكنولوجيا التصنيع في العالم.
تعد شركة توشيبا اليابانية والتي بدأ التعاون معها عام 1974 الشريك التجاري الرئيسي لمجموعة العربي، وفي عام 2003 امتد نطاق الشراكة ليشمل عملاق ياباني آخر وهو شركة شارب اليابانية. علاوة على عدد كبير من الشركات الأخرى مثل سيكو، البا للساعات، تايجر وإن إي سي واخيرا شركة هيتاشي. ولم يقتصر التعاون على الشركات اليابانية فقط ولكنه امتد أيضا إلى الشركات الاوربية مثل شركة لاجيرمانيا" الايطالية وهي من اعرق الشركات العاملة في مجال صناعة البوتاجاز وايضا شركة Promethean العاملة في مجال منتجات التعليم الذكية.
ولم تقتصر الشراكة على ذلك فقد تعددت الشراكة مع: 

فيليبس

سوني

تي سي إل.. والعديد.

## مصانع مجموعة العربي
تمتلك مجموعة العربي مجمعين صناعيين في كل من مدينتي بنها وقويسنا على مساحة أكثر من 386 ألف متر مربع ويضم مجمع مصانع بنها الذي بدأ الإنتاج عام 1982 ثلاثة مصانع عاملة ومصنعآ للصناعات المغذية بينما يضم مجمع مصانع قويسنا الأكبر والأحدث والذي افتتح عام 2001 تسعة مصانع عاملة وثلاثة مصانع للصناعات المغذية.
كما تمتلك مصنعا آخر في مدينة قليوب بمحافظة القليوبية و مصنع بالمنطقة الصناعية بالعباسية بمحافظة القاهرة.

## مدرسة العربي الثانوية للتكنولوجيا التطبيقية
بالتعاون مع وزارة التربية والتعليم والتعليم الفني بجمهورية مصر العربية ومجموعة العربي للتجارة والصناعة افتتحت مدرسة العربي الثانوية للتكنولوجيا التطبيقية بمقر مجموعة ومصانع مؤسسة العربي بكفور الرمل بقويسنا خلف مسجد الرحمن الرحيم وذلك في العام الدراسي 2018\2019 في تجربة فريدة من نوعها بمصر تمثل شراكة بين القطاع الخاص والحكومي وبمشاركة من منظمة الجيكا اليابانية والاتحاد الأوروبي وصندوق تطوير التعليم بمجلس الوزراء والتكنولوجيا التطبيقية والتي وصلت بمدارسها من هذا النوع من التعليم لاحد عشر مدرسة ثانوية حتى عام 2020

## وصلات خارجية
- الموقع الرسمي